# Vorst-aartsbisschop
Een vorst-aartsbisschop, soms ook prins-aartsbisschop genoemd, was een geestelijke, een aartsbisschop, die ook wereldlijk gezag uitoefende, of ten minste een vorstelijke rang had.
In het Heilige Roomse Rijk waren dat de aartsbisschoppen van Keulen, Trier en Mainz, die ook keurvorst waren, en verder de aartsbisschoppen van Bremen, Besançon, Kamerijk, Maagdenburg en Salzburg.
Verder kende het Rijk tientallen "gewone" vorst-bisschoppen (geen aartsbisschoppen dus). Die worden in het Nederlands meestal prins-bisschop genoemd, wellicht onder invloed van het prinsbisdom Luik, in het Frans: principauté de Liége; vandaar bijvoorbeeld ook prinsbisdom Münster. Er waren ook een aantal abdijvorstendommen, abdijen met een wereldlijk gebied. Hun abt of abdis was dus een vorst-abt; zo onder andere de abdij van Sankt Gallen en de vrouwenabdij van Thorn. Met de Reichsdeputationshauptschluss in 1806 kwam aan het gezag van de meesten van hen een einde, zij werden gemediatiseerd en hun gebied werd geseculariseerd.
Een aantal vorst-aartsbisschoppen is de titel en de waardigheid ook na 1806 blijven gebruiken.
Vorst-aartsbisschoppen combineerden in hun wapen kerkelijke elementen als mijter, hoed met kwasten en patriarchaal kruis met symbolen van het wereldlijk gezag, met name het zwaard, teken van hun hoge heerlijkheid en overheid die hen machtigde om doodstraffen op te leggen en een kroon. Rond het wapen van een Vorst-aartsbisschop werd een wapenmantel met hermelijnen voering gehangen. De regels in de huidige kerkelijke heraldiek verbieden de geestelijken om wereldlijke symbolen als pronkstukken aan hun wapen toe te voegen.
baljuw · baron · dictator · doge · emir · farao · graaf · groothertog · grootvizier · grootvorst · heer · hertog · jonker · kalief · kan · keizer · koning · landgraaf · landsheer · landvoogd · maharadja · markies · monarch · paltsgraaf · paus · president · prins-bisschop · regent · sjah · sjeik · staatshoofd · sultan · tenno · tsaar · vizier · vorst · vorst-aartsbisschop